# Core Web Vitals
Core Web Vitals (podstawowe wskaźniki internetowe) – to wskaźniki opracowane przez Google, których celem jest wizualizacja jakości strony internetowej. W ten sposób administrator witryny jest w stanie przeanalizować serwis pod względem jego użyteczności dla użytkowników. Wskaźniki Core Web Vitals składają się z trzech konkretnych pomiarów szybkości strony i interakcji użytkownika:
- Największe wyrenderowanie treści (dotyczy tylko pierwszego widocznego ekranu po wejściu na stronę) – LCP: Largest Contentful Paint
- Interakcja do następnego wyrenderowania – INP: Interaction to Next Paint (dawniej FID: First Input Delay)
- Stabilność wizualna układu strony – CLS: Cumulative Layout Shift

FID został zastąpiony przez INP w marcu 2024 roku, ponieważ umożliwia dokładniejsze monitorowanie wydajności strony pod kątem interaktywności. Nowsza metryka bierze pod uwagę opóźnienia po wykonaniu przez użytkownika każdej, a nie tylko pierwszej, czynności (np. kliknięcia myszką, dotknięcia ekranu dotykowego czy naciśnięcia klawiszy na klawiaturze).
|     | Dobrej jakości | Wymagana poprawa | Słabej jakości |
| --- | -------------- | ---------------- | -------------- |
| LCP | <= 2,5 s       | <= 4 s           | > 4 s          |
| INP | <= 200 ms      | <= 500 ms        | > 500 ms       |
| CLS | <= 0,1         | <= 0,25          | > 0,25         |

## Core Web Vitals jako czynnik rankingowy Google
W marcu 2022 roku Google ogłosiło, że Core Web Vitals zostanie wdrożone do algorytmu. Tym samym podstawowe wskaźniki internetowe stały się czynnikiem rankingowym, mający wpływ na pozycję stron internetowych w wynikach wyszukiwania. Chociaż jakość strony wyrażana przy pomocy Core Web Vitals jest ważna, Google nadal stara się pozycjonować strony z najlepszymi ogólnymi informacjami, nawet jeśli jakość strony jest słaba. Czas ładowania nie determinuje bezpośrednio jakości witryny oraz tego, jakie wartości przekazuje odbiorcom. Z tego względu Core Web Vitals należy traktować jako jeden z wielu czynników rankingowych.
Zapewnienie jakościowych wyników Core Web Vitals jest elementem optymalizacji strony internetowej. Google zdaje sobie sprawę z tego, że coraz większa liczba użytkowników przegląda witryny przy pomocy urządzeń mobilnych. Według statystyk w 2022 roku z urządzeń mobilnych korzysta około 6,5 mld użytkowników, a w 2027 roku będzie to średnio 7,69 mld użytkowników.
Warto także nadmienić, iż wynik Core Web Vitals jest oddzielny dla urządzeń mobilnych jak i urządzeń stacjonarnych, głównie z racji tego, że komputery stacjonarne nadal są wydajniejsze od urządzeń moblinych.